# Bitva u Palásí
V bitvě u Pálásí se 23. června 1757 střetla vojska Britské Východoindické společnosti s armádou bengálského navába Sirádž-ud-Dauly podporovanou vojáky Francouzské Východoindické společnosti. Britům, kterým v boji velel plukovník Robert Clive, se podařilo velkou přesilu Indů a Francouzů porazit. Tato bitva znamenala skutečný počátek vytvoření britského impéria v Indii.

## Předehra
Od počátku 18. století se do té doby nejmocnější stát indického subkontinentu Mughalská říše potýkala s vnitřními i vnějšími problémy a začala její postupná decentralizace, období nestability a všeobecného rozvratu. V této době zesílilo soupeření mezi Francií a Velkou Británií nad vlivem v Indii, což se tehdy projevilo také v Bengálsku, které spravovali navábové, těšící se stále větší míře samostatnosti na centrální vládě. V roce 1756 nastoupil na místo zemřelého bengálského navába Alívardí Chána jeho vnuk Sirádž-ud-Daul.

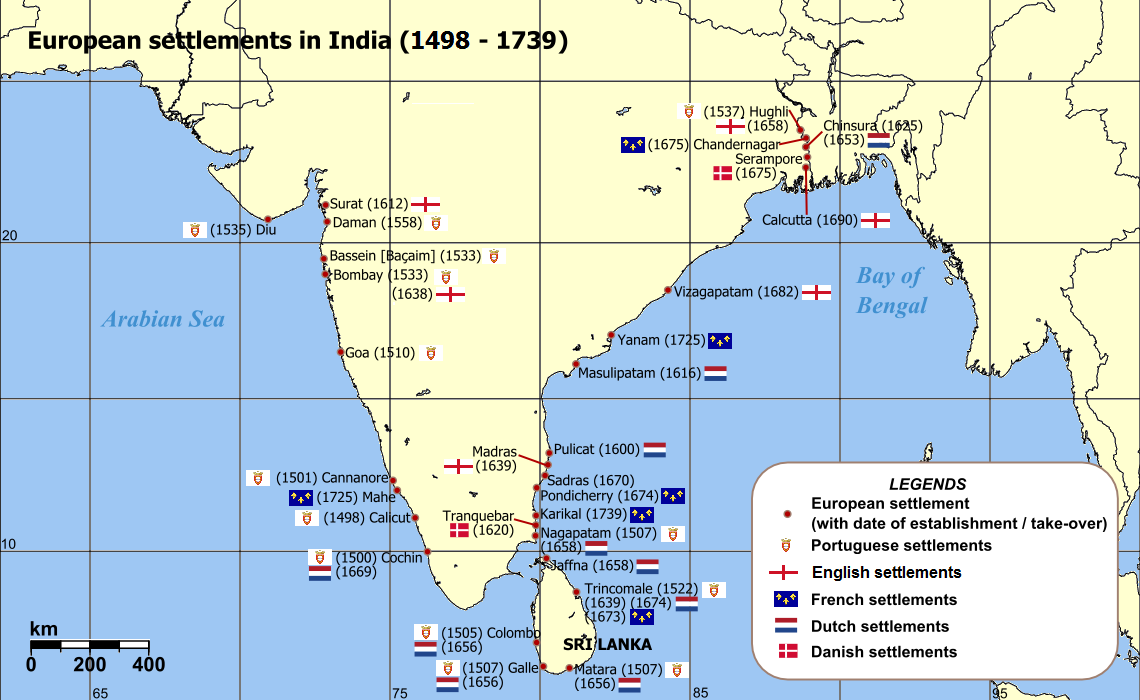
Evropské základny v Indii a na Srí Lance do roku 1739

Ambiciózní Sirádž-ud-Daul rozhodnutý upevnit svou moc v zemi, nakázal evropským východoindickým společnostem platit zvláštní poplatky. Francouzi a Nizozemci se tomuto příkazu podřídili, Britové však odmítli. Napětí mezi Evropany navíc zvyšovala možnost, že se aktuálně hrozící konflikt mezi Brity a Francouzi přenese z Evropy také do Indie. Východoindické společnosti proto přikročily k opevňování svých obchodních základen, což však popudilo Sirádž-ud-Daula. Další kroky mladého navába daly Britům vhodnou záminku k vojenské akci.

### Dobytí Kalkaty
Sirádž-ud-Daul znepokojený zprávami o britském opevňování Kalkaty se proto krátce po svém nástupu na trůn rozhodnul k potlačení britského vlivu v zemi a útoku proti této koloniální základně Evropanů. Britové opevňovací práce odůvodňovali údajnou hrozbou francouzského útoku a navábovy hrozby zprvu nebrali příliš vážně. Velké bengálské vojsko však záhy obsadilo britskou kolonii v Kásimbázáru a následně oblehlo samotnou Kalkatu. Kvůli katastrofálnímu velení, špatnému opevnění města a slabé posádce se navábovo vojsko po dvoudenním obléhání 16. června Kalkaty zmocnilo. Pevnost Fort William před útočníky kapitulovala 20. června.

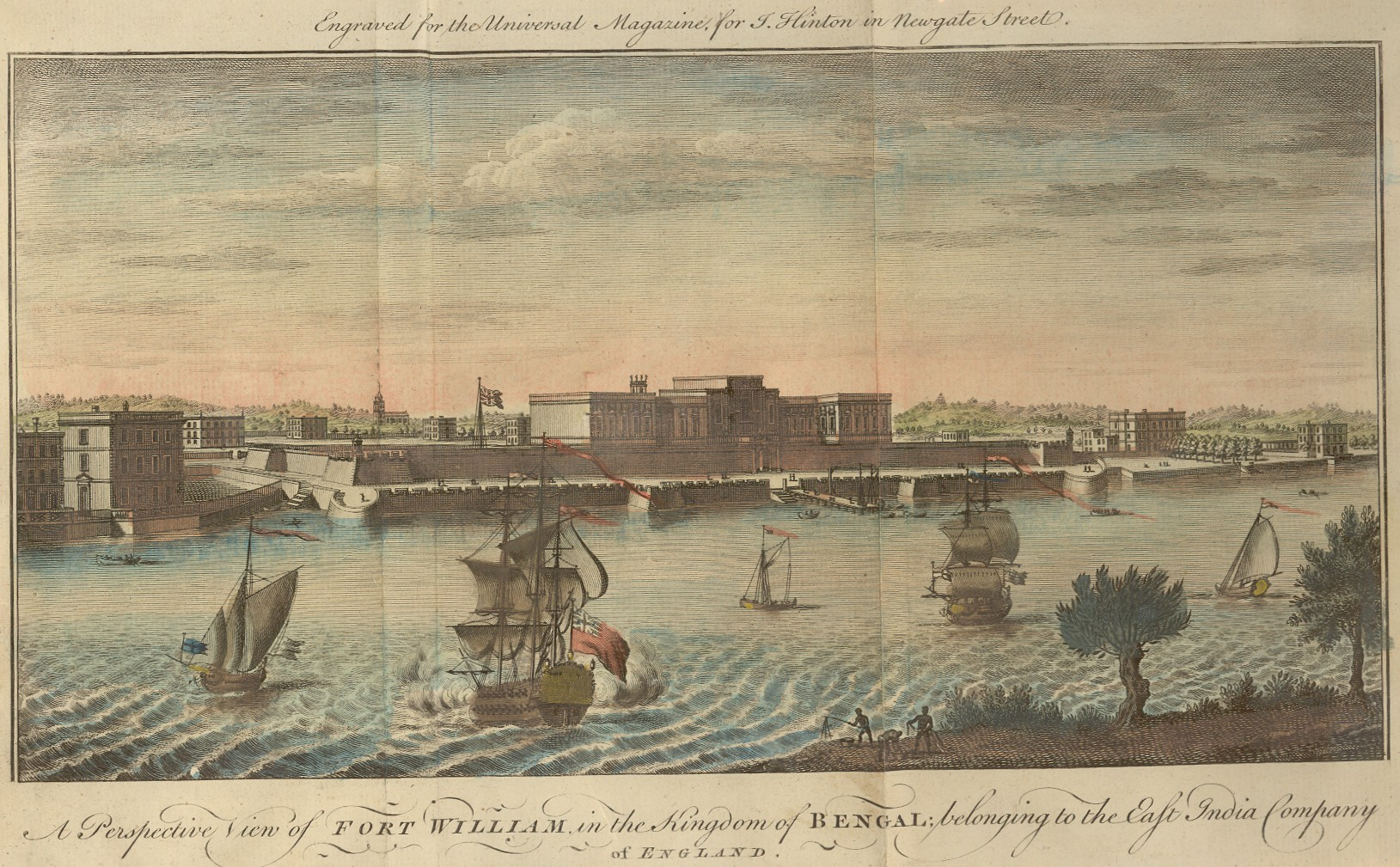
Řeka Huglí protékající Kalkatou okolo Fort William v roce 1760

Přemoženým Britům, kteří se nezachránili při spěšné evakuaci pevnosti, bylo navábem přislíbeno slušné zacházení. Přesto byli zajatí muži jednu noc vězněni v malé cele o rozměru pět a půl krát čtyři a čtvrt metru. Dle některých odhadů mělo být do této Černé díry namačkáno až 146 zajatců. Indické prameny v této souvislosti uvádějí pouze 39 uvězněných. Počet vězňů bývá dnešními autory odhadován na 39 až 69. Po jedné noci v této kobce bylo na světlo vytaženo dvacet tři přeživších, kteří museli nazí pochodovat ulicemi města. Tento čin Sirádž-ud-Daula posloužil Britům jako vhodná záminka ospravedlňující jejich následné podmanění Indie.

### Cliveova výprava
Zprávy o pádu Kalkaty se do Brity ovládaného Madrásu dostaly v polovině srpna téhož roku. Vzápětí bylo rozhodnuto, že Kalkata má být dobyta zpět a Sirádž-ud-Daul měl být za své kroky svrhnut a potrestán. Do čela trestné výpravy byl postaven plukovník vojska Východoindické společnosti Robert Clive, který se tehdy vrátil ze zdravotní dovolené v Anglii. Cliveovi bylo svěřeno velení nad expedičními silami čítajícími přes 2 500 mužů, z čehož bylo 500 britských vojáků Východoindické společnosti, 150 lodních pěšáků a takřka 1 000 indických vojáků, které měly být do Bengálska převezeny za pomoci flotily pod velením admirála Charlese Watsona. 16. října britská flotila, která čítala čtyři řadové lodě královského loďstva, torpédoborec, zápalnou loď a tři válečné lodě dodané Východoindickou společností, opustila přístav Madrás.

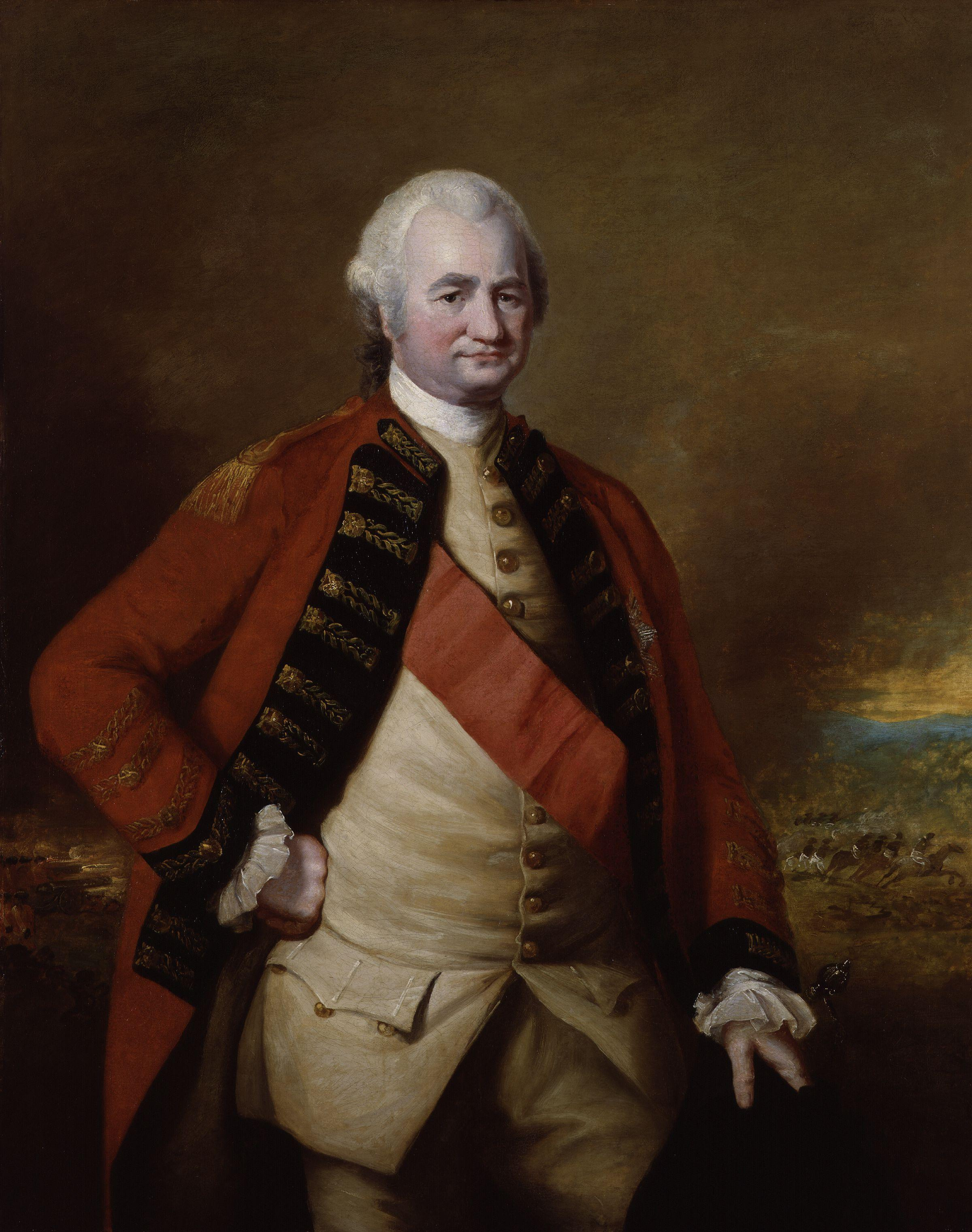
Velitel britských sil Robert Clive

Cliveova výprava se však od počátku potýkala s problémy. Krátce po vyplutí donutil tajfun dvě z jeho lodí k návratu do Madrásu, takže plukovník přišel o téměř osm set mužů. Flotila byla unášená monzunem až téměř k Cejlonu a teprve na počátku prosince se jí podařilo dosáhnout bengálského pobřeží. Zde se řada Cliveových vojáků oslabených po šestitýdenní plavbě kurdějemi nakazila žlutou zimnicí. Záhy se objevily také rozpory ve velení, když admirál Watson a kapitán Eyre Coote odmítali plnit rozkazy „důstojníka společnosti“. Další ranou byla zpráva o tom, že v Evropě vypukla válka mezi Británií a Francií. Tento počátek tzv. sedmileté války změnil strategickou situaci. Francouzi, kteří měli 300člennou posádku v Čandernagaru, se v případě britského útoku proti navábovi mohli s velkou pravděpodobností přidat na Sirádž-ud-Daulovu stranu. I přes tyto problémy dosáhla flotila 31. prosince ústí Gangy a vydala se proti proudu řeky Huglí dál ke Kalkatě.
29. prosince Britové obsadili a následně zcela zničili pevnost Badžbadž. Na počátku ledna 1757 zahájily Cliveovy pěší jednotky v koordinaci z flotilou útok proti Kalkatě. Kryt palbou lodních děl zaútočil 39. pěší prapor vedený kapitánem Eyrem Cootem na město a téměř zázrakem se po jednodenním zmateném boji zmocnil Kalkaty jen za cenu několika desítek zraněných. Překvapený Sirádž se i s vojskem stáhnul za obvod města. Cíl Cliveovi výpravy byl splněn, avšak britský velitel motivovaný i možným osobním ziskem se rozhodl vyrazit proti navábovi. Krátce po obsazení Kalkaty vyslal Clive kapitány Eyra Coota a Jamese Kilpatricka v čele 650 mužů proti proudu řeky Huglí k nedalekému stejnojmennému městu. Po krátkém bombardování se Britové města Huglí zmocnili, načež jej kapitán Coot rozkázal vypálit. Clive mezitím opevňoval Kalkatu ke které 2. února dorazila obrovská navábova armáda. Nočním přepadem se však Cliveovi podařilo Sirádž-ud-Daula i s vojskem přimět k ústupu, načež naváb pod dojmem zpráv o útoku afghánského nájezdníka Agmadšáha Abdálího přistoupil na mírové podmínky. Jakmile si Britové uvolnili uzavřením příměří s navábem ruce, rozhodl se Clive zaútočit proti francouzské posádce, která doposud zachovávala neutralitu.
Útok Britů proti francouzské pevnosti Čandarnagar začal 14. března. S pomocí flotily nakonec Clive přinutil velitele francouzské posádky Renaulta de St-Germain 23. března ke kapitulaci. Pádem pevnosti v Čandernagaru ztratili Francouzi svou nejvýznamnější základnu v Bengálsku. Zápas o nadvládu nad touto zemí tak měl rozhodnout již pouze souboj mezi Clivem a navábem.

## Bitva

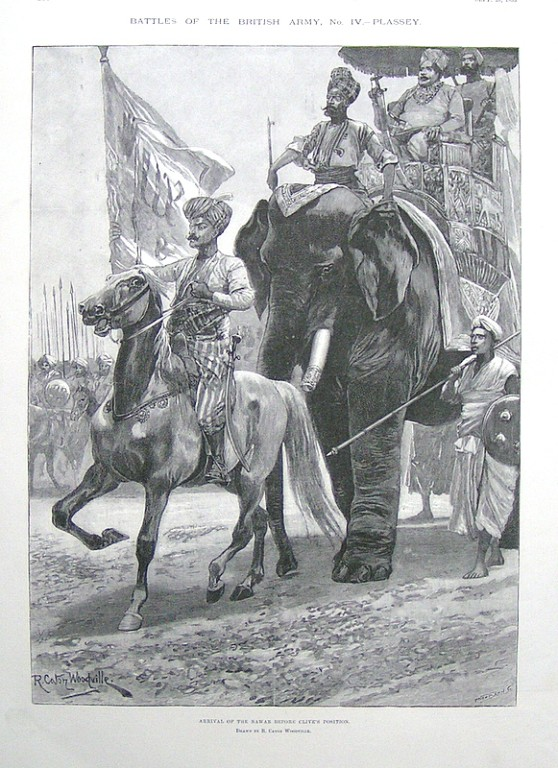
Příjezd navába Sirádž-ud-Daula před britské pozice

### Událost vedoucí k bitvě
Sirádž-ud-Daul po pádu Kalkaty a Čandernagaru zahájil jednání o společném postupu proti Britům s velitelem francouzského koloniálního vojska, markýzem de Bussy. Clive však také nezahálel a pomocí intrik se mu podařilo zkontaktovat se s nespokojenými šlechtici na navábově dvoře, kteří hledali cestu, jak Sirádž-ud-Daula, kterého považovali za krutého a zhýralého tyrana, zbavit moci. Spiklenci vedení především velitelem navábova vojska Mír Džáfarem přislíbili Cliveovi, kterého považovali za prostředek s jehož pomocí by se mohli neoblíbeného navába zbavit, svou pomoc. Jako protihodnotu za ovládnutích všech francouzských obchodních center v Bengálsku a Sirádžovu hlavu, slíbil Clive dosadit Mír Džáfara na bengálský trůn. Spiklenci z navábova dvora údajně ovládali až 80% jeho armády.
Clive, který počítal s Džáfarovou zradou, vyrazil i se svým vojskem 10. června z Kalkaty pronásledovat stahujícího se navába, který putoval na sever ke svému hlavnímu městu Muršidábádu. Obě vojska proti sobě po několika drobných šarvátkách stanula 23. června nedaleko vsi Palásí. Jakékoliv šance na ústup Britům zhatilo počasí, když monzuny poškodily cesty a rozvodnily řeku Hugli, kterou vojsko krátce předtím překročilo.

### Průběh bitvy

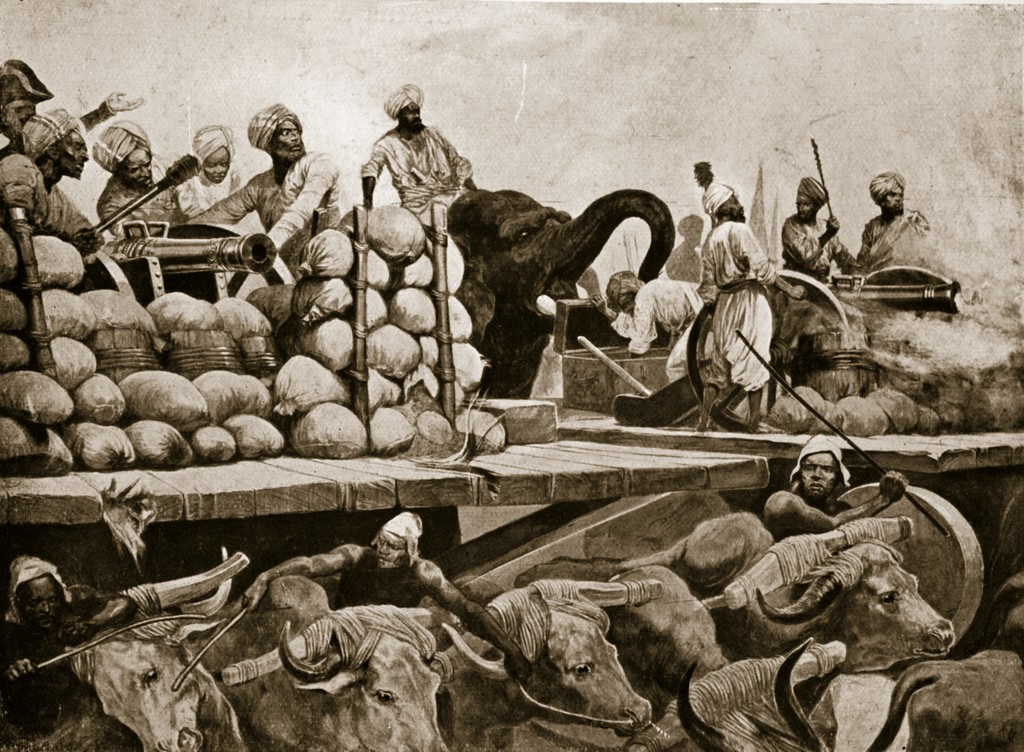
Navábovo dělostřelectvo v průběhu bitvy

Clive, jehož síly čítaly okolo 750 britských vojáků, 100 portugalských míšenců, přes 2 000 indických vojáků a osm děl, rozbil svůj velitelský stan ve výhodné obranné poloze v navábově lovecké oboře. Celé bitvě velel ze zámečku uprostřed mangovníkového háje. Toto postavení činil pevnějším ještě příkop s náspem ohraničující celou oboru. Na předešlou dohodu s Mír Džáfarem se Clive spolehnout nemohl. Nedlouho poté, co se Britové opevnili, dorazila k oboře navábova vojska. Jeho armáda, kterou oslabila absence oddílů Mír Džáfara, čítala i tak na 35 000 bengálských pěšáků, 18 000 jezdců a 50 děl. Do bitvy se však nakonec přímo zapojilo "jen" asi 5 000 jezdců a 7 000 pěšáků, kterým velel navábův generál Mír Madan Chán. Tato ohromná přesila se rozvinul do oblouku okolo Brity bráněného háje. K navábovi se připojilo i padesát francouzských dělostřelců se šesti polními děly, kteří uprchli z Čandarnagaru.
Clive svou zoufale slabší armádu připravil k boji a nechal ji vypochodovat proti přesile Bengálců. Evropskou pěchotu rozdělil do čtyř rot po 180 mužích, na křídla postavil po tisíci indických vojáků a mezi oddíly rozmístil svých osm děl. Navábovo dělostřelectvo podpořené Francouzi rozestavěné ve středu navábova vojska zahájilo palbu proti britským pozicím, což v řadách Britů brzy napáchalo škody a donutilo Cliva stáhnout jeho jednotky zpátky do mangového hájku, kde se vojáci mohli lépe krýt. Mezitím britská děla kosila navábovi postupující muže. Tehdy Brity zachránil prudký déšť, který brzy umlčel francouzská i bengálská děla, neboť navábovým dělostřelcům se nepodařilo udržet střelný prach v suchu. Tehdy se navábova jízda rozhodla k útoku proti britskému pravému křídlu, avšak britští dělostřelci, kterým se podařilo uchovat střelný prach v suchu, obrátili jezdce s velkými ztrátami na ústup. Jeden z mála navábovi doposud loajálních šlechticů Mír Madan byl tehdy usmrcen kartáčovou střelou a jeho útočící vojáci se poté rozprchli.
Dílo zkázy z pohledu navába dokonal Clive, který po odražení nepřátelské jízdy zavelel zhruba ve čtyři hodiny k frontálnímu útoku. V čele zhruba 350 červenokabátníků a několika oddílů indických vojáků lehce prorazil střed navábova demoralizovaného vojska, které se obrátilo k ústupu. Kapitán Eyre Coote mezitím zlikvidoval francouzská děla a bitva tak byla do pěti hodin rozhodnuta.

### Události po bitvě

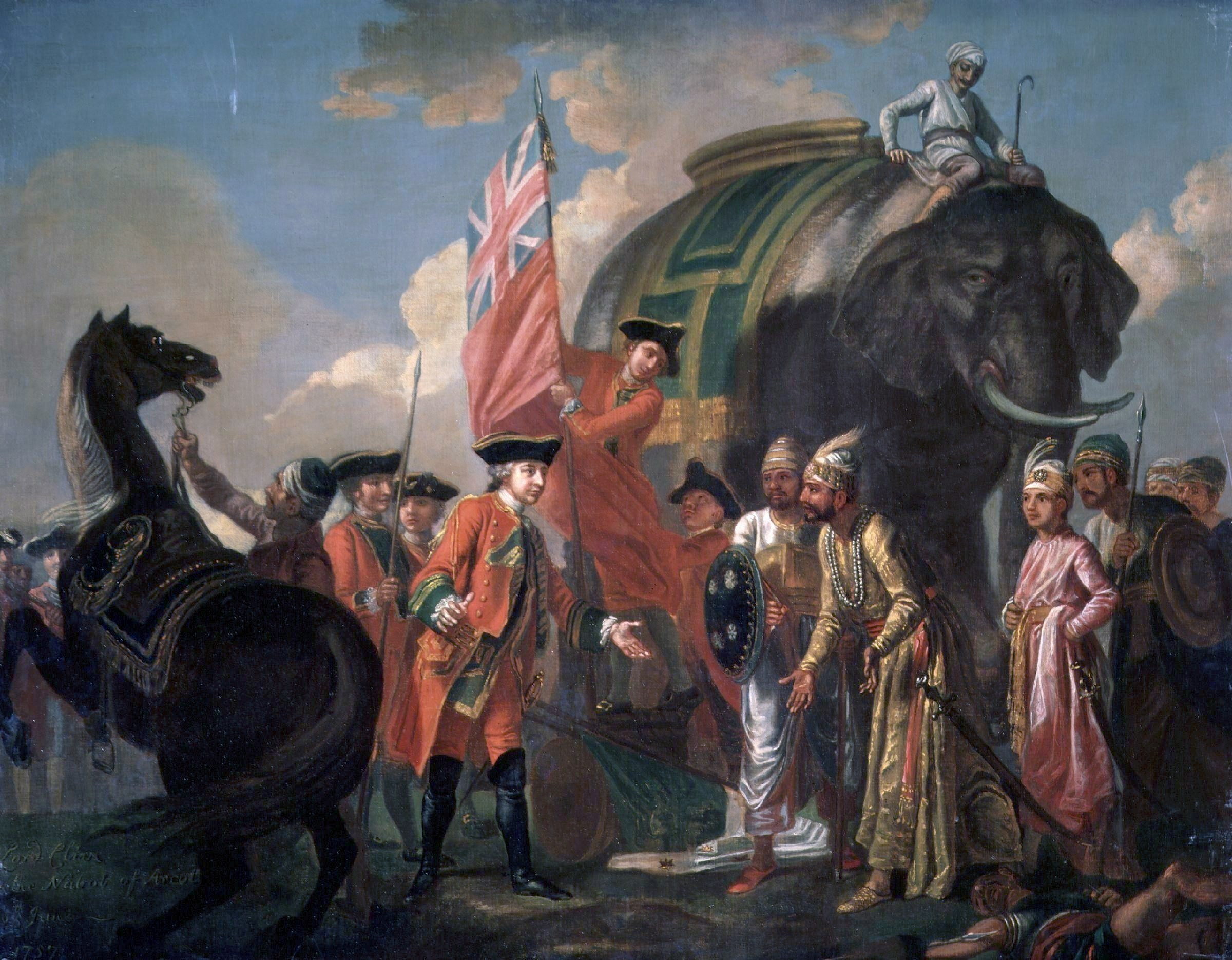
Setkání britského velitele Roberta Cliva s Mír Džáfarem po bitvě u Palásí na obraze Francise Haymana vytvořeném zhruba okolo roku 1760

Sirádž-ud-Daul již v průběhu prohrané bitvy opustil kvůli špatným informacím svých zrádných generálů bojiště a obrátil se k ústupu do hlavního města Muršidábádu. Clive se po bitvě setkal s Mír Džafarem v nedalekém Daúdpuru. Mladý naváb pronásledovaný Džafarovými vojáky byl dostižen a popraven počátkem července. 29. června dosadil Clive na místo usmrceného Sirádž-ud-Dauly na bengálský trůn Mír Džáfara.

## Důsledky bitvy
V bitvě ztratili Britové jen okolo dvaceti padlých a padesátky raněných. Na bengálské straně pak přímo v boji zemřelo přibližně 500 mužů. Tato nevelká bitva však měla ohromné politické důsledky. Cliveovo úspěšné bengálské tažení a vítězství v bitvě u Palásí učinili z Britské východoindické společnosti dominantní sílu v celé zemi. Porážky Francouzů a ztráta jejich pozic v Bengálsku omezily přísun významné části příjmů Francouzské východoindické společnosti, což v následujících letech vedlo k porážce Francouzů v celé Indii.
Bitva u Palásí, v níž hrstka Britů dík zkušenější taktice a zradě v navábově táboře porazila obrovskou přesilu Bengálců podporovanou Francouzi, vytvořila pro Velkou Británii v Bengálsku pevnou základnu, z níž mohla dál šířit svůj vliv na celou Indii. Britská východoindická společnost a britská koruna dík tomuto úspěchu nadále postupovaly jednotněji, což umožnilo pravý počátek britské nadvlády v zemi a vytvoření britské koloniální říše v Asii.